# NK Radnik Križevci
NK Radnik Križevci je nogometni klub iz grada Križevaca, Koprivničko-križevačka županija, Republika Hrvatska.
Trenutačno se natječe u 2. NL.

## Povijest
Klub je osnovan 1909. godine. Tijekom povijesti klub je više puta mijenjao ime, te se također spajajo s drugim klubovima iz Križevaca. Od 1966. do 1994. godine klub je djelovao pod imenom NK "Čelik", a od 1994. godione kao NK "Križevci". Najveći uspjesi su igranje u 2. HNL u sezonama 1994./95., 1996./97. i 1997./98..
Klub je nekoliko puta bio nadomak vraćanju u 2. HNL. Nakon dugogodišnjeg natjecanja u 3. HNL (Sjever/Istok), klub je bio ispao u Međužupanijsku nogometnu ligu MŽNL Koprivnica – Bjelovar – Virovitica. Klub ima više od 230 aktivnih članova, od kojih je 180 članova Škole nogometa NK Križevci, 25 igrača ima seniorski sastav, a 30 igrača veteranski. Mlađi uzrasti Škole nogometa natječu se u 1. HNL – Središte Sjever (do 10, 12 i 14 godina), kao i selekcije kadeta (do 16) i juniora (do 18). Trenerica mlađih uzrasta bila je i doktorica kineziologije Tihana Nemčić Bojić.
Dana 27. srpnja 2018. klub mijenja ime iz NK "Križevci" u NK "Radnik" Križevci.
Dana 28. rujna 2023. godine klub postiže povijesni uspjeh u Hrvatskom nogometnom kupu izbacivanjem prošlogodišnjeg finalista HNK Šibenik rezultatom 4:3 nakon produžetaka.

## Poznati igrači
- Mladen Frančić, Tomislav Havojić, Tomislav Kadović, Tihomir Matoić.

## Vanjske poveznice
- Profil, HNS Semafor